# French Cancan
French Cancan is een Franse muziekfilm uit 1954 onder regie van Jean Renoir.

## Verhaal
Henri Danglard is de eigenaar van het café Le Paravent Chinois. Zijn vriendin Lola treedt er als buikdanseres op. Hij gaat naar Montmartre, waar de ouderwetse cancan nog steeds wordt gedanst. Daar krijgt hij het idee om die dans nieuw leven in te blazen. Zo hoopt hij meer klanten aan te trekken in zijn noodlijdende café. Hij brengt de danseres Nini mee naar huis, maar zijn vriendin Lola is jaloers op haar.

## Rolverdeling
| Acteur               | Personage                          |
| -------------------- | ---------------------------------- |
| Jean Gabin           | Henri Danglard                     |
| Françoise Arnoul     | Nini                               |
| María Félix          | Lola de Castro                     |
| Anna Amendola        | Esther Georges                     |
| Jean-Roger Caussimon | Baron Walter                       |
| Dora Doll            | La Génisse                         |
| Giani Esposito       | Prins Alexandre                    |
| Gaston Gabaroche     | Oscar                              |
| Jacques Jouanneau    | Bidon                              |
| Jean Parédès         | Coudrier                           |
| Franco Pastorino     | Paulo                              |
| Michèle Philippe     | Éléonore                           |
| Michel Piccoli       | Kapitein Valorgueil                |
| Albert Rémy          | Barjolin                           |
| France Roche         | Béatrix                            |
| Valentine Tessier    | mevrouw Olympe, de moeder van Nini |